# 레이더 차트
레이다 도표(Radar Chart)는 어떤 측정 목표에 대한 평가항목이 여러 개일 때 항목 수에 따라 원을 같은 간격으로 나누고, 중심으로부터 일정 간격으로 동심으로 척도를 재는 칸을 나누어 각 평가항목의 정량화된 점수에 따라 그 위치에 점을 찍고 평가항목간 점을 이어 선으로 만들어 항목 간 균형을 한눈에 볼 수 있도록 해주는 도표이다. 여러 측정 목표를 함께 겹쳐 놓아 비교하기에도 편리하다. 각 항목 간 비율뿐만 아니라 균형과 경향을 직관적으로 알 수 있어 편리하다.
특히 신문, 잡지 등에서 많이 쓰이는데 예를 들어 여러 제품의 품질을 평가하기 위해 견고성, 사용편의성, 가격, 디자인, 고객서비스등의 항목을 두고 이를 10단계로 점수를 매기고 이를 레이다 도표로 만들어서 보면 각 제품의 장단점과 균형을 쉽게 알 수 있어서 편리하다. 
레이다의 표시장치와 닮아서 레이다 도표라고 하며 레이다 차트, 레이다 그래프 혹은 스파이더 차트라고도 한다.